# Eugène Lami
Eugène Louis Lami (Parigi, 12 gennaio 1800 – Parigi, 19 dicembre 1890) è stato un pittore, litografo e costumista francese. Artista popolare nella Parigi della monarchia di luglio e della Seconda Repubblica, Lami è ricordato come il padre del tutù.

## Biografia
Dopo un periodo nella bottega di Horace Vernet, Eugène Lami studiò all'École des beaux-arts, dove fu allievo di Antoine-Jean Gros e imparò la tecnica dell'acquerello da Richard Parkes Bonington. Si affermò inizialmente come pittore di soggetti militari: dal 1819, infatti, aveva cominciato a produrre litografie sulla cavalleria spagnola e, collaborando con Vernet, ampliò in quantità e dimensioni le sue opere, traslando i soggetti dalla litografia alla tela.
Nel 1829 una sua opera ritraente Carlo I d'Inghilterra condotto in prigionia al castello di Carisbrooke fu acquistata da Luigi Filippo I e fu esposta all'Assemblea Nazionale dal 1848 al 1969. I re inoltre gli commissionò altre tele per il Musée de l'Histoire de France che aveva voluto alla Reggia di Versailles.
Tra il 1830 e il 1835 disegnò i costumi di numerosi balletti per l'Opéra di Parigi, tra cui quelli della Manon Lescaut di Jean-Pierre Aumer, de L'Orgie di Jean Coralli e de L'Ile des pirates di Louis Henry. Tuttavia, la sua fama è legata soprattutto alla collaborazione con Filippo Taglioni per La Sylphide (1832), dato che il costume che disegnò per la figlia Maria è ricordato come il primo tutù.
Su commissione di James Mayer de Rothschild, decorò gli interni del castello di Ferrières e di Château Rothschild a cavallo tra gli anni 1850 e 1860. In tarda età tornò a dedicarsi a tele di soggetto storico e agli acquarelli, co-fondando insieme ad Eugène Isabey la Société d'aquarellistes français. Morì nella natia a Parigi nel 1890 all'età di 90 anni e fu sepolto nel Cimitero di Père-Lachaise.